# Épernon
Épernon est une commune française située dans le département d'Eure-et-Loir, en région Centre-Val de Loire.

## Géographie

### Situation
La ville est située à 8 km à l'est de Maintenon, à 14 km au sud-ouest de Rambouillet et à 65 km au sud-ouest de Paris.

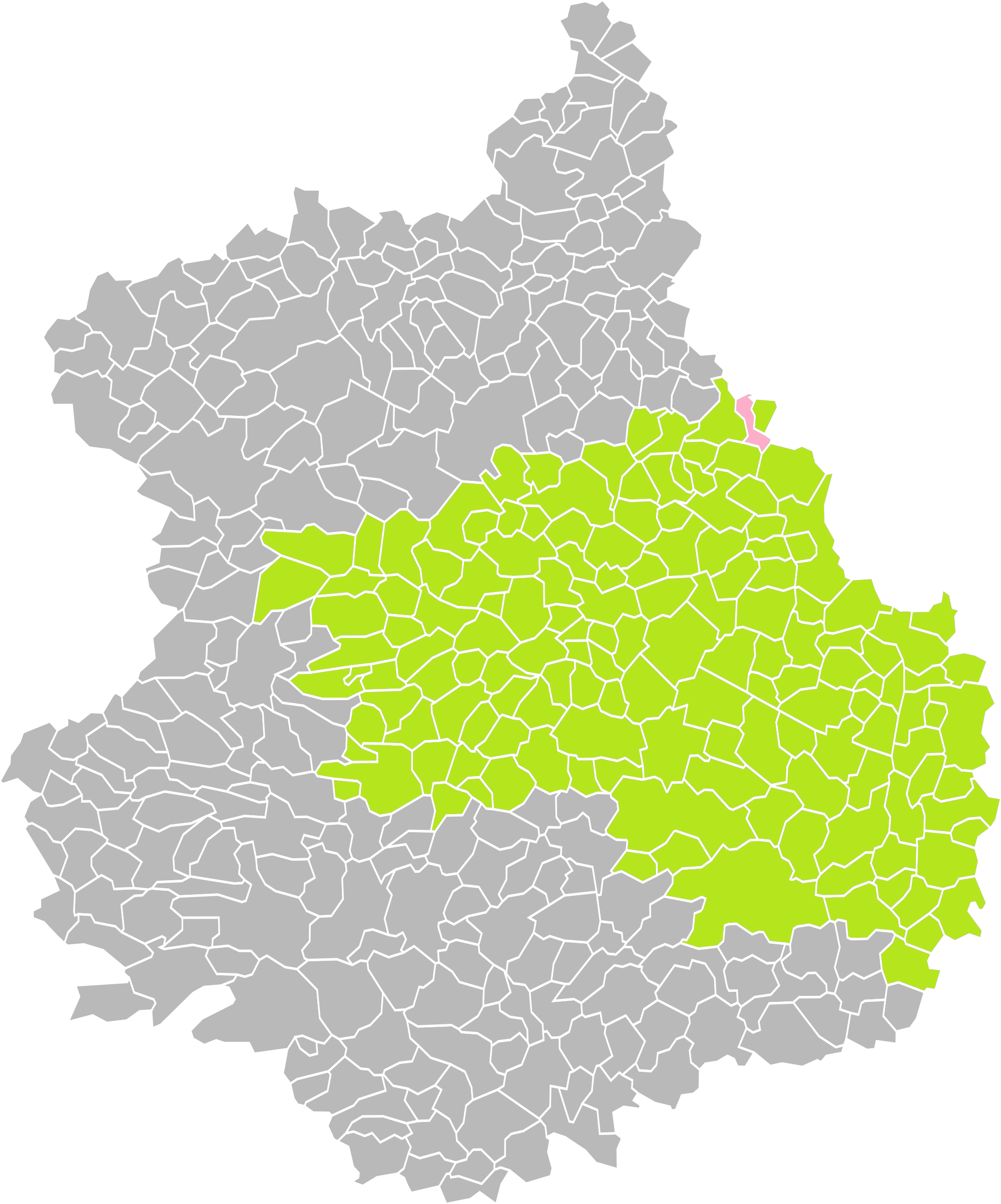
Position d'Épernon (en rose) dans l'arrondissement de Chartres (en vert) du département d'Eure-et-Loir (grisé).

### Communes, département et région limitrophes
La commune est limitrophe du département des Yvelines, région Île-de-France avec les communes de Raizeux, Saint-Hilarion et Émancé.
|         | Raizeux (Yvelines) | Saint-Hilarion (Yvelines)             |
| Hanches | Épernon            | Droue-sur-Drouette, Émancé (Yvelines) |
|         | Gas                | Écrosnes                              |

### Lieux-dits et écarts
Houdreville, la Diane, Savonnières et Vinnerville.

### Hydrographie
Épernon est situé au confluent de trois rivières, la Drouette que rejoint la Guéville puis la Guesle. La Drouette est un affluent en rive droite de l'Eure, sous-affluent du fleuve la Seine.

### Transports et voies de communications

#### Transports routiers
La commune est desservie par :
- les lignes 21, 23A, 23B, D41 et 89 du réseau Transbeauce ;
- la ligne 89 du réseau de bus Centre et Sud Yvelines.

#### Desserte ferroviaire

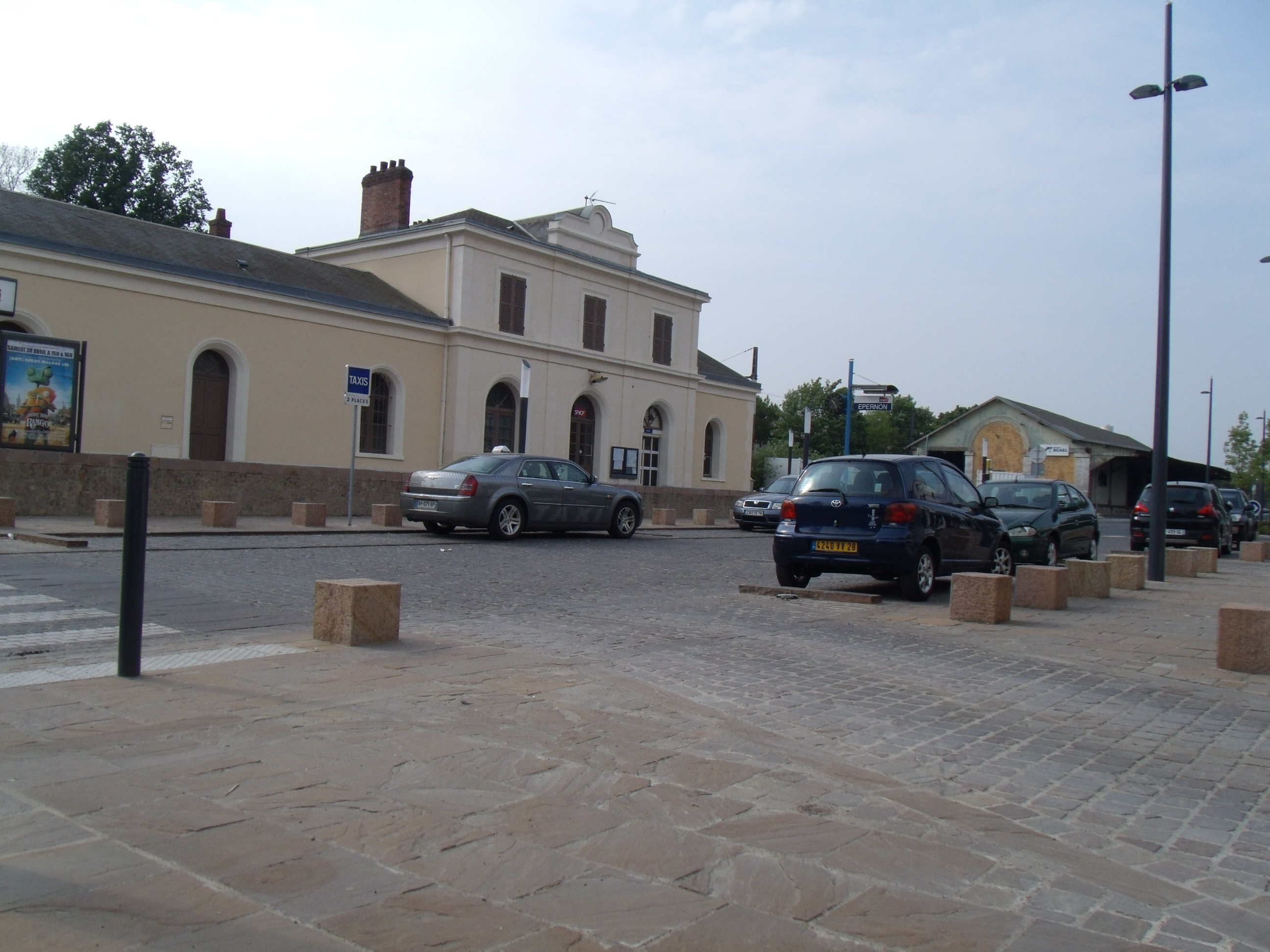
La gare d'Épernon.

La commune est desservie par la ligne de Paris-Montparnasse à Brest. La gare SNCF est à 7 minutes à pied du cœur historique de la ville. Paris-Montparnasse est à 42 minutes, Chartres à 15 minutes environ avec les trains semi-directs. En pointe le matin et le soir, la desserte est fréquente avec un train tous les quarts d'heure environ. La gare de Rambouillet permet la correspondance avec la ligne Transilien desservant notamment la ville nouvelle de Saint-Quentin-en-Yvelines, et à Versailles-Chantiers sont offertes des correspondances pour La Défense, Massy-Palaiseau et Juvisy-sur-Orge, Issy-Val de Seine, Paris-Invalides et Austerlitz.

### Climat
Pour des articles plus généraux, voir Climat du Centre-Val de Loire et Climat d'Eure-et-Loir.
En 2010, le climat de la commune est de type climat océanique dégradé des plaines du Centre et du Nord, selon une étude du CNRS s'appuyant sur une série de données couvrant la période 1971-2000. En 2020, Météo-France publie une typologie des climats de la France métropolitaine dans laquelle la commune est exposée à un climat océanique altéré et est dans la région climatique  Sud-ouest du bassin Parisien, caractérisée par une faible pluviométrie, notamment au printemps (120 à 150 mm) et un hiver froid (3,5 °C). 
Pour la période 1971-2000, la température annuelle moyenne est de 10,4 °C, avec une amplitude thermique annuelle de 14,8 °C. Le cumul annuel moyen de précipitations est de 637 mm, avec 10,4 jours de précipitations en janvier et 7,6 jours en juillet. Pour la période 1991-2020, la température moyenne annuelle observée sur la station météorologique de Météo-France la plus proche, sur la commune de Houx à 6 km à vol d'oiseau, est de 11,2 °C et le cumul annuel moyen de précipitations est de 622,1 mm,. Pour l'avenir, les paramètres climatiques de la commune estimés pour 2050 selon différents scénarios d'émission de gaz à effet de serre sont consultables sur un site dédié publié par Météo-France en novembre 2022.
| Mois                                  | jan.           | fév.             | mars            | avril         | mai             | juin            | jui.           | août         | sep.            | oct.            | nov.           | déc.           | année     |
| ------------------------------------- | -------------- | ---------------- | --------------- | ------------- | --------------- | --------------- | -------------- | ------------ | --------------- | --------------- | -------------- | -------------- | --------- |
| Température minimale moyenne (°C)     | 1,2            | 0,8              | 2,4             | 4             | 7,5             | 10,7            | 12,6           | 12,3         | 9,4             | 7,3             | 3,9            | 1,6            | 6,1       |
| Température moyenne (°C)              | 4,2            | 4,7              | 7,5             | 10,1          | 13,6            | 16,9            | 19,1           | 19           | 15,4            | 11,9            | 7,4            | 4,6            | 11,2      |
| Température maximale moyenne (°C)     | 7,2            | 8,6              | 12,7            | 16,3          | 19,7            | 23,2            | 25,7           | 25,6         | 21,5            | 16,5            | 10,9           | 7,6            | 16,3      |
| Record de froid (°C) date du record   | −21 07.01.1979 | −18,8 24.02.1963 | −12,4 13.03.13  | −7 06.04.21   | −4,2 07.05.1957 | −1,2 05.06.1991 | 1,1 01.07.1960 | 1 28.08.1974 | −2,3 20.09.1952 | −6,5 30.10.1997 | −11,8 30.11.10 | −21 29.12.1964 | −21 1979  |
| Record de chaleur (°C) date du record | 16,2 27.01.03  | 21 27.02.19      | 24,7 25.03.1955 | 29,5 21.04.18 | 33 25.05.1953   | 38 18.06.22     | 42,5 24.07.19  | 40 11.08.03  | 36,9 09.09.23   | 30,8 02.10.23   | 21,5 07.11.15  | 17 06.12.1979  | 42,5 2019 |
| Précipitations (mm)                   | 49,8           | 42,8             | 44,9            | 46,2          | 63,1            | 55,6            | 49,8           | 46,9         | 46,7            | 56,5            | 57,4           | 62,4           | 622,1     |

## Urbanisme

### Typologie
Au 1er janvier 2024, Épernon est catégorisée petite ville, selon la nouvelle grille communale de densité à 7 niveaux définie par l'Insee en 2022.
Elle appartient à l'unité urbaine d'Épernon, une agglomération inter-régionale dont elle est ville-centre,. Par ailleurs la commune fait partie de l'aire d'attraction de Paris, dont elle est une commune de la couronne,. 

### Occupation des sols
L'occupation des sols de la commune, telle qu'elle ressort de la base de données européenne d’occupation biophysique des sols Corine Land Cover (CLC), est marquée par l'importance des territoires agricoles (45,8 % en 2018), en diminution par rapport à 1990 (55,7 %). La répartition détaillée en 2018 est la suivante : 
terres arables (43,9 %), zones urbanisées (23,6 %), zones industrielles ou commerciales et réseaux de communication (17,1 %), forêts (13,5 %), prairies (1,8 %). L'évolution de l’occupation des sols de la commune et de ses infrastructures peut être observée sur les différentes représentations cartographiques du territoire : la carte de Cassini (XVIIIe siècle), la carte d'état-major (1820-1866) et les cartes ou photos aériennes de l'IGN pour la période actuelle (1950 à aujourd'hui).

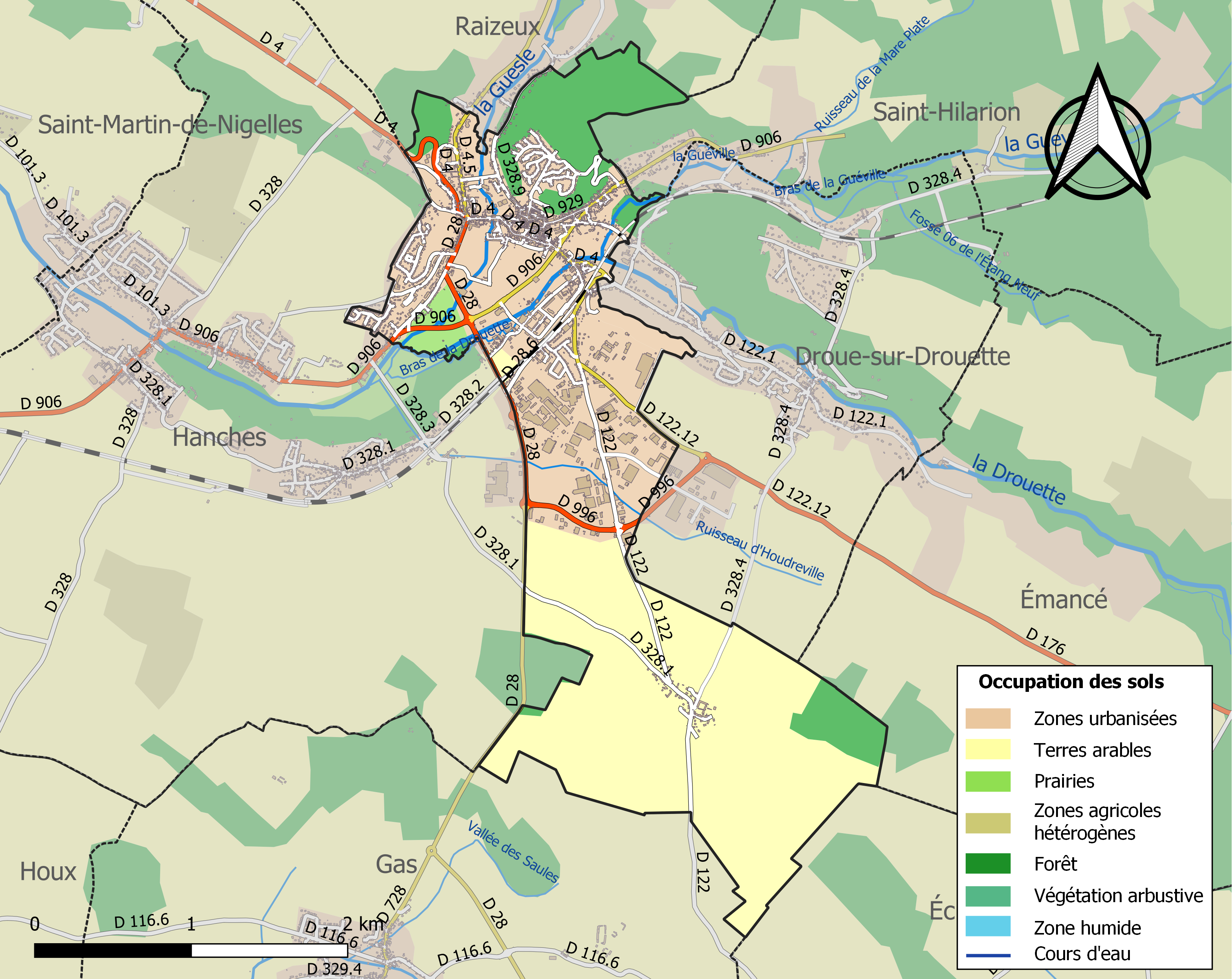
Carte des infrastructures et de l'occupation des sols de la commune en 2018 (CLC).

### Risques majeurs
Le territoire de la commune d'Épernon est vulnérable à différents aléas naturels : météorologiques (tempête, orage, neige, grand froid, canicule ou sécheresse), inondations, mouvements de terrains et séisme (sismicité très faible). Il est également exposé à un risque technologique, le transport de matières dangereuses. Un site publié par le BRGM permet d'évaluer simplement et rapidement les risques d'un bien localisé soit par son adresse soit par le numéro de sa parcelle.

#### Risques naturels
Certaines parties du territoire communal sont susceptibles d’être affectées par le risque d’inondation par débordement de cours d'eau et par une crue à  débordement lent de cours d'eau, notamment la Guesle, la Drouette et la Guéville. La commune a été reconnue en état de catastrophe naturelle au titre des dommages causés par les inondations et coulées de boue survenues en 1989, 1999, 2000 et 2016,.

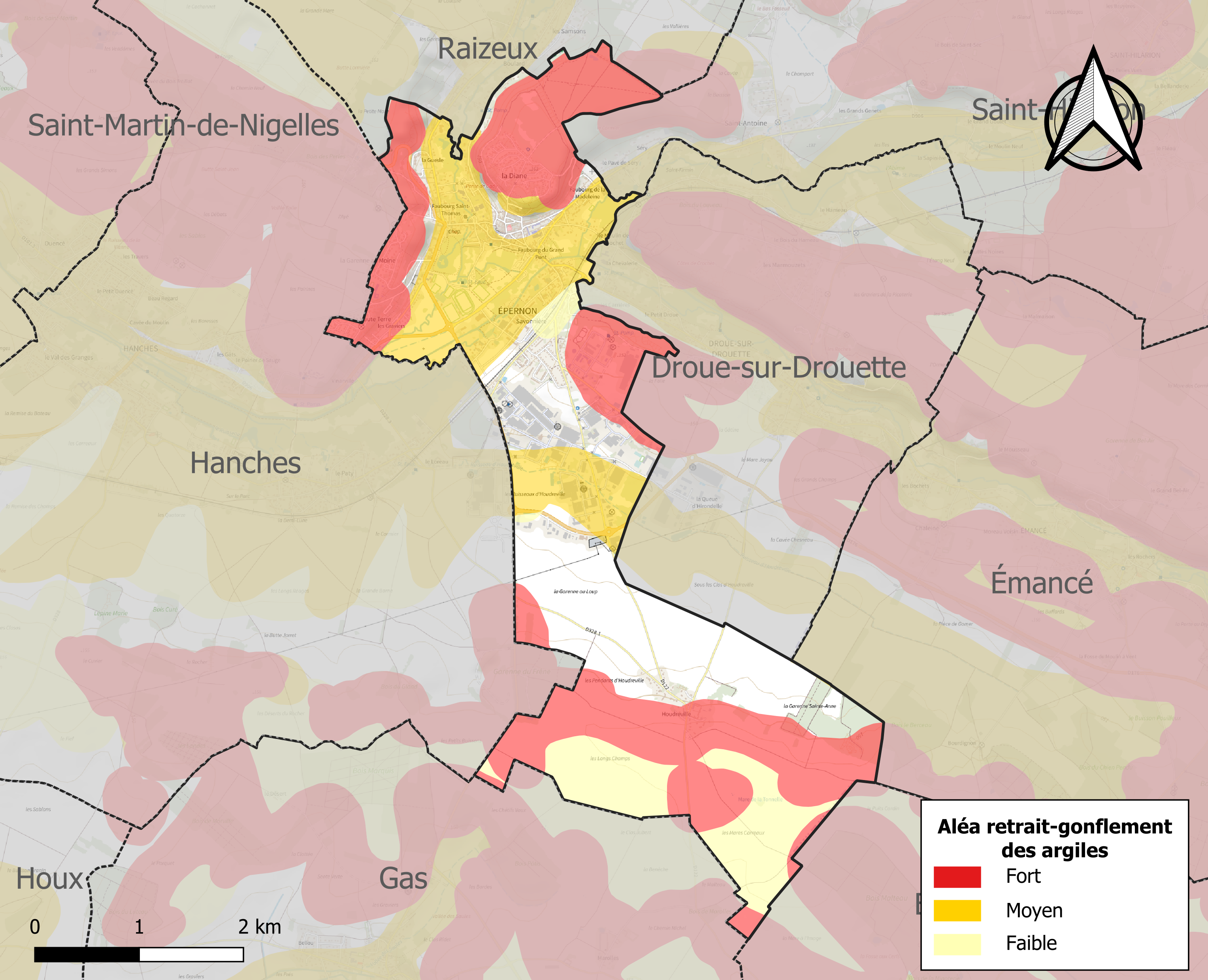
Carte des zones d'aléa retrait-gonflement des sols argileux d'Épernon.

La commune est vulnérable au risque de mouvements de terrains constitué principalement du retrait-gonflement des sols argileux. Cet aléa est susceptible d'engendrer des dommages importants aux bâtiments en cas d’alternance de périodes de sécheresse et de pluie. 59,8 % de la superficie communale est en aléa moyen ou fort (52,8 % au niveau départemental et 48,5 % au niveau national). Sur les 1 062 bâtiments dénombrés sur la commune en 2019, 821 sont en aléa moyen ou fort, soit 77 %, à comparer aux 70 % au niveau départemental et 54 % au niveau national. Une cartographie de l'exposition du territoire national au retrait gonflement des sols argileux est disponible sur le site du BRGM,.
Concernant les mouvements de terrains, la commune a été reconnue en état de catastrophe naturelle au titre des dommages causés par la sécheresse en 1996, 1997 et 2018 et par des mouvements de terrain en 1999 et 2020.

#### Risques technologiques
Le risque de transport de matières dangereuses sur la commune est lié à sa traversée par des infrastructures routières ou ferroviaires importantes ou la présence d'une canalisation de transport d'hydrocarbures. Un accident se produisant sur de telles infrastructures est en effet susceptible d’avoir des effets graves au bâti ou aux personnes jusqu’à 350 m, selon la nature du matériau transporté. Des dispositions d’urbanisme peuvent être préconisées en conséquence.

## Toponymie
Le nom de la localité est attesté sous les formes Sparro en 1024 ; Sparnaicum en 1095 ; Esparnonium vers 1120 ; Esparlo vers 1150 ; Parlo 1208 ; Espernonne en 1450 ; Esparlum ; Sparnonium vers 1130 ; Sparlo vers 1130 ; Sparnotum vers 1140 ; Sperno en 1415 ; Esperlio ; Asparlo ; Espernon, puis Espierremont en 1603 ; Esparnon en 1282 ; Esparno vers 1297 ; Épernon, jadis s’appelait Autrist, Espernon, puis Espierremont en 1603.
Du gaulois sparno = épine, et o-dunum = hauteur, forteresse ; le bas latin sparro, sporonus signifierait : l’éperon fortifié, en forme d’épine. Une autre étymologie, pas antinomique au demeurant (origine commune indo-européenne, cf. en français : éperon du francique/germanique sporo), sollicite le germanique sporn, dont la signification est éperon (cf. l'anglais spur et le vieux français esperon). Épernon se situe au confluent de 3 cours d’eau qui forment la Droue, et son peuplement paraît avoir une origine préceltique.

## Histoire

### Ancien Régime
- Robert II, fils d'Hugues Capet, fit élever les forteresses de Monfort et d'Épernon pour protéger le château de Saint-Léger, aux extrémités de la forêt d'Yveline (aujourd'hui, forêt de Rambouillet). La ville d'Épernon se forma au pied du château et s'étendit jusqu'à la rivière du Tahu (Guesle). La Maison de Montfort-l'Amaury en donna les châtelains puis les seigneurs au tournant des Xe et XIe siècles.
- C'est sous Simon III le Chauve, seigneur de Montfort-l'Amaury entre 1137 et 1181, que fut entreprise la construction des halles et étals pour les marchands. Ce même seigneur accorda à cette époque, le 10e du marché (le mardi) ou les droits d'un marché sur 10 ; il octroya aux bourgeois de la ville d'Épernon les franchises et les libertés communales qui suppriment une foule de droits arbitraires imposés jusque-là par le caprice du seigneur. La seigneurie passa à Laure de Montfort, fille du connétable Amaury VI, puis à la descendance qu'elle eut de son mariage vers 1256 avec l'infant Ferdinand de Castille-(Ponthieu)-Aumale, comte d'Aumale, fils du roi de Castille saint Ferdinand III et de sa deuxième femme Jeanne de Dammartin comtesse d'Aumale et de Ponthieu. Au XIVe siècle, son arrière-petite-fille Jeanne de Castille-Aumale (fille de Catherine d'Artois x comte Jean II d'Aumale, fils d'Ide de Beaumont-le-Roger-Meulan-Gournay x Jean Ier, fils de l'infant Ferdinand et Laure), dame d'Épernon, épousa Jean VI comte de Vendôme : ainsi Épernon passa aux Vendôme puis aux Bourbon-Vendôme jusqu'au roi Henri IV (Henri III de Navarre).
- Henri III acquit la seigneurie en 1581 de son cousin le roi Henri de Navarre, pour l'offrir, avec érection en duché-pairie, à son mignon (favori) Jean-Louis de Nogaret de La Valette (1554-1642 ; amiral de France en 1587), d'où la suite des ducs d'Épernon avec son fils Bernard de Nogaret de La Valette d'Épernon (1592-1661 ; gendre du roi Henri IV ci-dessus). La seigneurie passera ensuite, avec le titre de seigneur du duché d'Épernon, dans la famille des Goth de Rouillac puis dans celle des Pardaillan de Gondrin-ducs d’Antin (car Hélène de Nogaret, sœur de l'amiral Jean-Louis, épouse Jacques de Goth de Rouillac < Jeanne de Goth x Jean Zamet < Catherine/Marie-Christine Zamet x Roger-Hector de Pardaillan de Gondrin marquis d'Antin < Louis Henri marquis de Montespan et d'Antin x la marquise de Montespan favorite de Louis XIV < Louis-Antoine premier duc d'Antin, marquis de Montespan, seigneur des duchés de Bellegarde et d'Épernon † 1736 < Louis † 1712 x 1707 Marie-Victoire-Sophie de Noailles, fille d'Anne-Jules maréchal-duc de Noailles (remariée en 1723 avec Louis-Alexandre de Bourbon, comte de Toulouse, fils légitimé de Louis XIV et de madame de Montespan, oncle de son premier mari Louis de Pardaillan d'Antin) < Louis duc d'Antin † 1743 < Louis duc d'Antin † 1757).
- À l'extinction des ducs d'Antin en 1757, le maréchal-duc Louis de Noailles (1713-1793 ; fils du maréchal-duc Adrien-Maurice et de Françoise-Charlotte d'Aubigné (nièce héritière de madame de Maintenon, favorite puis épouse morganatique de Louis XIV), et neveu de Marie-Victoire-Sophie de Noailles) hérite Épernon de son petit-cousin Louis, dernier duc d'Antin, ci-dessus. Louis de Noailles était aussi comte de Nogent-le-Roi, et le cousin germain de Louis-Jean-Marie duc de Rambouillet et de Penthièvre (fils du comte de Toulouse ci-dessus et de Marie-Victoire-Sophie de Noailles ; le duc de Penthièvre (1725-1793), grand-père du roi Louis-Philippe, duc d'Aumale et comte d'Eu, était dans la région seigneur de Gisors, Vernon et Bizy, Pacy-sur-Eure, Les Andelys, Lyons, Anet, Dreux, Garencières-en-Drouais, La Ferté-Vidame, Sceaux...).

### Époque contemporaine

#### XIXesiècle
Pendant la guerre franco-allemande, le 4 octobre 1870, se déroula l'affaire d'Epernon ou bataille d'Epernon qui opposa l'armée française à l'armée prussienne. La France fut vaincue ce qui aboutit à la prise de la commune par les troupes du général prussien Constantin von Alvensleben.
La ligne de chemin de fer Paris-Brest arrive à Épernon en 1849.

#### XXesiècle
En 1914, la ville devait recevoir 268 réfugiés (déclarés et recevant des aides) de Belgique, du Nord, de l'Oise, de la Haute-Marne et de la Marne, de la Meuse et de Meurthe-et-Moselle pour une population d'environ 2 800 habitants. En 1916, afin de pallier le manque de bras dans le domaine agricole, un escadron de 20 prisonniers allemands devaient travailler au domaine de Savonnières de la famille Plassard (Le Bon Marché, magasin parisien) ; d'autres, du même escadron de prisonniers, devaient, quant à eux, aider une des sociétés meulières de l'époque, la société Dupety. 1916 fut également l'année où SGM dut transplanter son industrie (obusiers pour la marine).
Une piscine olympique y a été construite en 1935 par les membres de l'Amicale laïque d'Épernon. Au vu du coût des travaux de fondation de la piscine, l'ensemble des membres souhaite faire des économies. Pour cela, ils creusèrent eux-mêmes, pendant les vacances et pendant leur temps libre, les fondations de cette piscine (la seconde piscine olympique après Charlety de Paris). En 1939, en vue d'une inauguration en grande pompe, le championnat de France militaire de natation devait y être organisé. Cependant, la guerre en voulut autrement. Lors de l'exode, le 12 juin 1940, la piscine fut mitraillée, occasionnant alors de nombreux dégâts. Ce furent les Allemands qui la restaurèrent pour leur usage personnel. Ils y organisèrent un championnat des jeunesses hitlériennes en 1942. La piscine est encore, de nos jours, en usage, mais non couverte.
Entre le 29 janvier 1939 et le 8 février arrivent en Eure-et-Loir plus de 2 000 réfugiés espagnols fuyant l'effondrement de la République espagnole devant les troupes de Franco. Devant l'insuffisance des structures d'accueil (le camp de Lucé et la prison de Châteaudun rouverte pour l’occasion), 53 villages sont mis à contribution, dont Épernon. Les réfugiés, essentiellement des femmes et des enfants (les hommes sont désarmés et retenus dans le sud de la France), sont soumis à une quarantaine stricte, vaccinés, le courrier est limité, le ravitaillement, s'il est peu varié et cuisiné à la française, est cependant assuré. Une partie des réfugiés rentrent en Espagne, incités par le gouvernement français qui facilite les conditions du retour, mais en décembre 922 personnes préfèrent rester et sont rassemblées à Dreux et Lucé.

## Politique et administration

### Liste des maires[32]

#### Liste des maires à partir de 1945
| Période         | Période         | Identité           | Étiquette      | Qualité |
| --------------- | --------------- | ------------------ | -------------- | --- |
| 18 mai 1945     | octobre 1947    | Maxime Louvet      |                | |
| 31 octobre 1947 | mars 1959       | Alfred Manceau     |                | |
| 20 mars 1959    | mars 1965       | Dr François Gilles |                | Médecin |
| 26 mars 1965    | mars 1977       | Émile Rabette      |                | |
| 20 mars 1977    | mars 1983       | Robert Lhopiteau   |                | |
| 6 mars 1983     | mars 2001       | René Gallas        | UDF-PR puis DL | Entrepreneur de travaux publics Conseiller régional du Centre-Val de Loire Conseiller général du canton de Maintenon (1985 → 1998) Vice-président du conseil général d'Eure-et-Loir                                                         |
| mars 2001       | 13 janvier 2019 | Françoise Ramond   | DVD            | Ingénieure retraitée Sénatrice Les Républicains d'Eure-et-Loir (2018 → ) Présidente de la communauté de communes du Val Drouette (2001 → 2017) Présidente de la communauté de communes des Portes Euréliennes d'Île-de-France (2017 → 2019) |
| janvier 2019    | En cours        | François Belhomme, | DVD            | Technicien |

#### Liste des maires avant 1945
| Période | Période | Identité                         | Étiquette | Qualité                                            |
| ------- | ------- | -------------------------------- | --------- | -------------------------------------------------- |
| 1683    | ?       | René Desnos                      |           | Procureur                                          |
| 1701    | 1714    | Louis Nivert                     |           |                                                    |
| ?       | ?       | Jean Darchant                    |           | Ancien syndic en 1737                              |
| ?       | ?       | Louis Charier et François Joyeux |           | Ancien syndic en date du 3 juin 1743               |
| ?       | ?       | Jacques Philippe Plisson         |           | Procureur et syndic meurt peu avant le 3 juin 1743 |
| 1743    | ?       | Louis Charier                    |           | Syndic                                             |
| 1757    | ?       | Jean Lasnier                     |           |                                                    |
| 1760    | ?       | Louis Guiard                     |           | Avocat au parlement                                |
| ?       | ?       | Louis Corbière                   |           | Aubergiste et syndic de la ville en 1774           |
| 1783    | ?       | Félix Le Roy                     |           | 1er échevin                                        |
| 1790    | 1791    | François Perrot                  |           |                                                    |
| 1791    | 1792    | Joseph François Nicolas Vesque   |           |                                                    |
| 1792    | 1794    | Étienne de Gissey                |           |                                                    |
| 1794    | 1809    | Pierre François Roger            |           |                                                    |
| 1809    | 1813    | Henry Nicolas Ledier             |           |                                                    |
| 1813    | 1815    | Jacques Marechal                 |           |                                                    |
| 1815    | 1816    | Michel Guillaume Oudard          |           |                                                    |
| 1816    | 1819    | Jacques Martin Pichon            |           |                                                    |
| 1819    | 1824    | Jacques Bosselet                 |           |                                                    |
| 1824    | 1833    | Louis Michel Poucin              |           |                                                    |
| 1833    | 1845    | François Milsot                  |           |                                                    |
| 1845    | 1847    | Langlois Guerrier                |           |                                                    |
| 1847    | 1847    | Louis Corbiere                   |           |                                                    |
| 1847    | 1861    | Louis-Joseph Niquet              |           |                                                    |
| 1861    | 1895    | Jean-Marie-Désiré Maillet        |           |                                                    |
| 1895    | 1904    | Henri Preau                      |           |                                                    |
| 1904    | 1912    | Georges Vernot                   |           |                                                    |
| 1912    | 1918    | Alphonse Desprez                 |           |                                                    |
| 1918    | 1919    | Auguste Bougrat                  |           |                                                    |
| 1919    | 1925    | Félix Bruneau                    |           | Docteur                                            |
| 1925    | 1939    | André Gilles                     |           | Docteur                                            |

### Intercommunalité

Carte de la communauté de communes des Portes Euréliennes d'Île-de-France dans le département d'Eure-et-Loir (2018).

Épernon est le siège de la communauté de communes des Portes Euréliennes d'Île-de-France, la troisième d'Eure-et-Loir par sa population, environ 60 000 habitants (2015). En 2018, la communauté regroupe 39 communes, devancée sur ce critère par celle du Cœur de Beauce qui en compte 51.

### Canton d'Épernon

Carte du canton d'Épernon dans le département d'Eure-et-Loir, 2015.

Créé en 2015, le canton d'Épernon est formé de 23 communes des anciens cantons de Maintenon (13 communes) et de Nogent-le-Roi (10 communes).

### Politique environnementale

#### Cadre de vie
Dans son palmarès 2016, le Conseil National des Villes et Villages Fleuris de France a attribué une fleur à la commune au Concours des villes et villages fleuris.

## Population et société

### Démographie
| 1793  | 1800  | 1806  | 1821  | 1831  | 1836  | 1841  | 1846  | 1851  |
| ----- | ----- | ----- | ----- | ----- | ----- | ----- | ----- | ----- |
| 1 392 | 1 524 | 1 533 | 1 462 | 1 559 | 1 545 | 1 553 | 1 692 | 1 618 |

| 1856  | 1861  | 1866  | 1872  | 1876  | 1881  | 1886  | 1891  | 1896  |
| ----- | ----- | ----- | ----- | ----- | ----- | ----- | ----- | ----- |
| 1 665 | 1 683 | 1 753 | 1 808 | 2 029 | 2 227 | 2 254 | 2 396 | 2 489 |

| 1901  | 1906  | 1911  | 1921  | 1926  | 1931  | 1936  | 1946  | 1954  |
| ----- | ----- | ----- | ----- | ----- | ----- | ----- | ----- | ----- |
| 2 372 | 2 370 | 2 188 | 2 008 | 2 119 | 2 116 | 2 008 | 1 829 | 2 013 |

| 1962  | 1968  | 1975  | 1982  | 1990  | 1999  | 2004  | 2006  | 2009  |
| ----- | ----- | ----- | ----- | ----- | ----- | ----- | ----- | ----- |
| 2 417 | 3 329 | 4 200 | 4 950 | 5 097 | 5 498 | 5 295 | 5 201 | 5 281 |

| 2014  | 2019  | 2022  | - | - | - | - | - | - |
| ----- | ----- | ----- | - | - | - | - | - | - |
| 5 518 | 5 634 | 5 509 | - | - | - | - | - | - |

## Économie

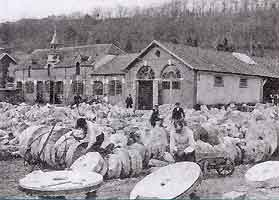
Ensemble de meules dans une carrière d'Épernon.

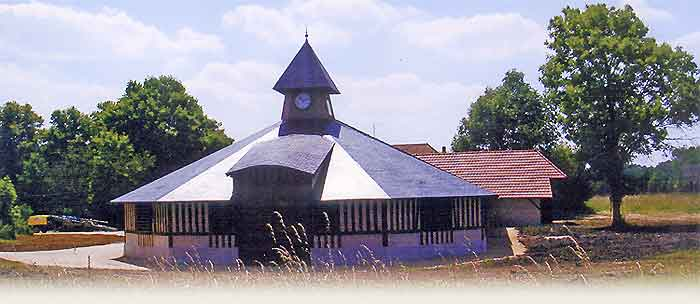
Le conservatoire des meules et pavés du bassin d'Épernon.

Épernon fut de tous les temps, un très grand centre carrier.

### Le grès
Dès le néolithique, les roches devaient servir aux contreforts de l'éperon barré au lieu-dit la Diane, puis toujours pour le grès, ces roches servirent aux constructions des maisons mais aussi en 1098 du lieu-dit les Pressoirs, salle voûtée construite par les dames de Haute Bruyère, dépendance de Fontevrault.
Elles continuèrent et, de 1685 à 1689, ces exploitations ont contribué à la construction de l'aqueduc de Maintenon. La pierre extraite pour les constructions est un grès particulièrement dur. Les exploitations de grès sommeillèrent sans pour autant s'arrêter et ce jusqu'à la construction de la ligne de chemin de fer dès 1843.
L'arrivée du chemin de fer rendit possible l'envoi de pierres et de pavés vers la région parisienne. Les travaux haussmanniens furent de très grands consommateurs de pavés d'Épernon. On dénombra ainsi jusqu'à 31 exploitants carriers exploitant les bancs de grès, ceux-ci employant certainement plus de 500 ouvriers. Les carrières de pavé disparurent avec la crise économique de 1929, mais les reliquats furent commercialisés jusqu'en 1940.

### La pierre meulière
Des bancs affleurants de pierre meulière, assimilable à une sorte de silex, furent également exploités dès le XIIe siècle sous diverses formes. Le nom de cette pierre dénote toutefois l'usage qui en fut majoritairement fait dès le XVIIIe siècle : dès 1758, les meules d'Épernon furent exportées vers l'Angleterre, puis dès 1843, avec l'arrivée du chemin de fer, les sociétés fertoises s'intéressèrent à cette pierre en signant un contrat d'exclusivité avec Joseph Theill, ce qui provoqua une forte demande de ces meules de qualité dont la diffusion était gênée par la masse importante.
De nombreuses sociétés se créèrent à partir de 1858 afin d'extraire et de commercialiser les meules, dont certaines issues d'un autre important centre d'extraction meulière en Seine-et-Marne, La Ferté-sous-Jouarre, alors en déclin. On citera les plus importantes : société E. Chevrier, Société générale meulière, société Dupetit-Orcel. Ce seront ces mêmes entreprises qui représenteront la ville d'Épernon aux expositions universelles.
L'importance de l'activité meulière provoqua l'installation d'une voie spéciale en gare d'Épernon en 1866 ainsi que la réorganisation d'un trafic afin de livrer les meules jusqu'en Russie et dans toute l'Europe.
Après 1930, il devint difficile de trouver des pierres suffisamment importantes pour constituer des meules entières, aussi les meules constituées de carreaux se généralisèrent. Une société fit son apparition en 1911 : L'Abrasienne, spécialisée dans les meules artificielles. Le succès de ces meules, nécessitant moins d'entretien que les pierres véritables, prolongea l'histoire meulière de la commune. La dernière société à commercialiser des meules en pierre véritable fut la Société générale meulière, dont la cessation d'activité date de 1951. L'Abrasienne existe toujours, mais son activité s'est diversifiée et a quitté Épernon.
Depuis 2005, le conservatoire des meules et pavés du bassin d'Épernon héberge des expositions sur l'histoire des carriers paveurs et meuliers de la région.

## Culture locale et patrimoine

### Lieux et monuments
- Église Saint-Pierre, XIe et XIIe siècles, XIIIe siècle, XVe siècle,  Classé MH (1942)[39] ;

- Cellier Les Pressoirs, XIIIe siècle,  Classé MH (1926)[40] ;

- Maison à pan de bois, 5 place du Change, fin XVe siècle,  Inscrit MH (1928, 2011)[41] ;

- Conservatoire des meules et pavés du bassin d'Épernon ;

- Centre d'études et de recherches de l'industrie du béton (CERIB), 1 rue des Longs-Réages : conçu par l'architecte Dominique Maunoury en 1971, avec des verrières de Jacques Loire, il bénéficie en 2014 du label Architecture contemporaine remarquable[42].

Lieux et monuments
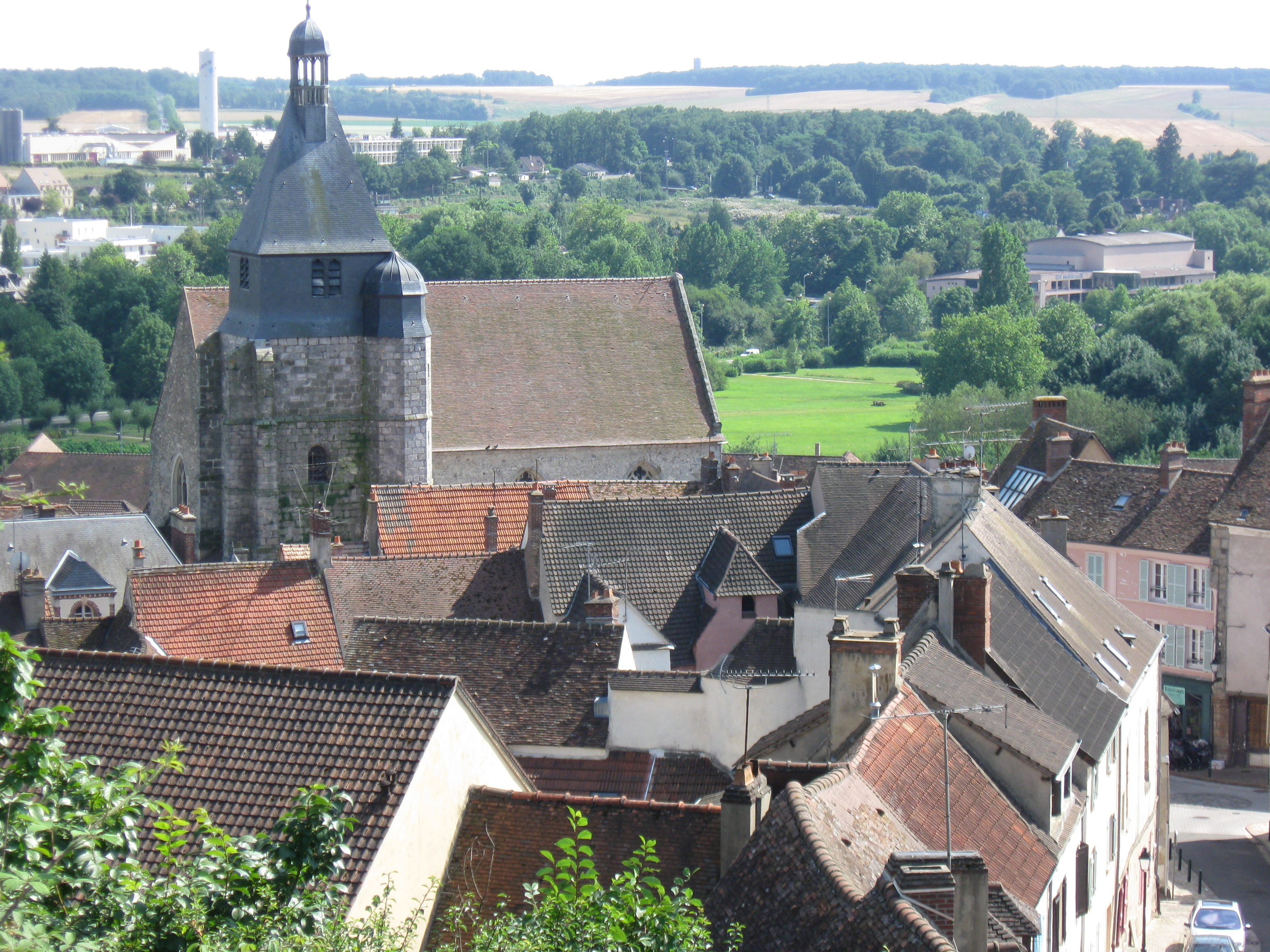
Vue du plateau de Diane.
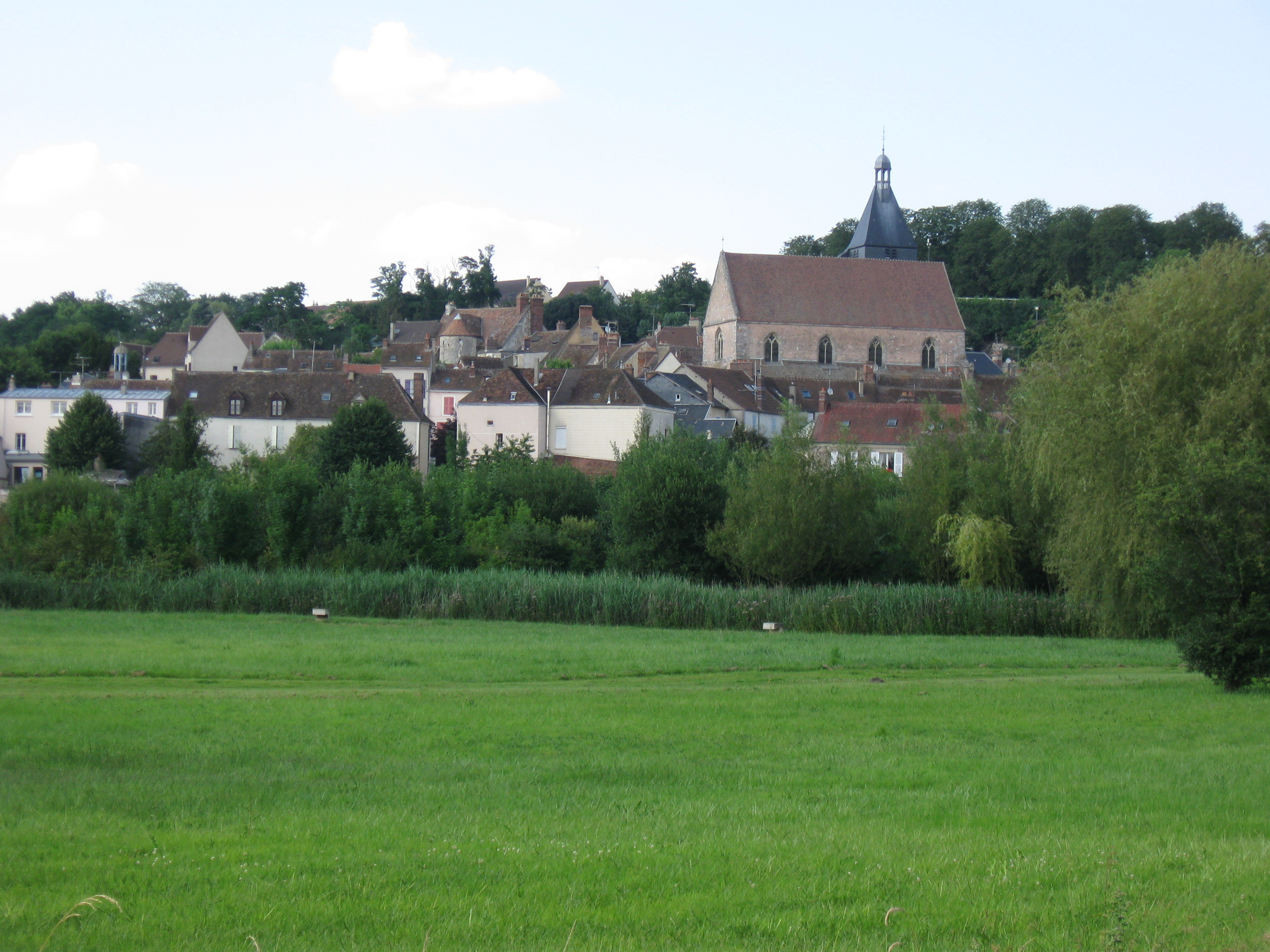
Vue de la Prairie.
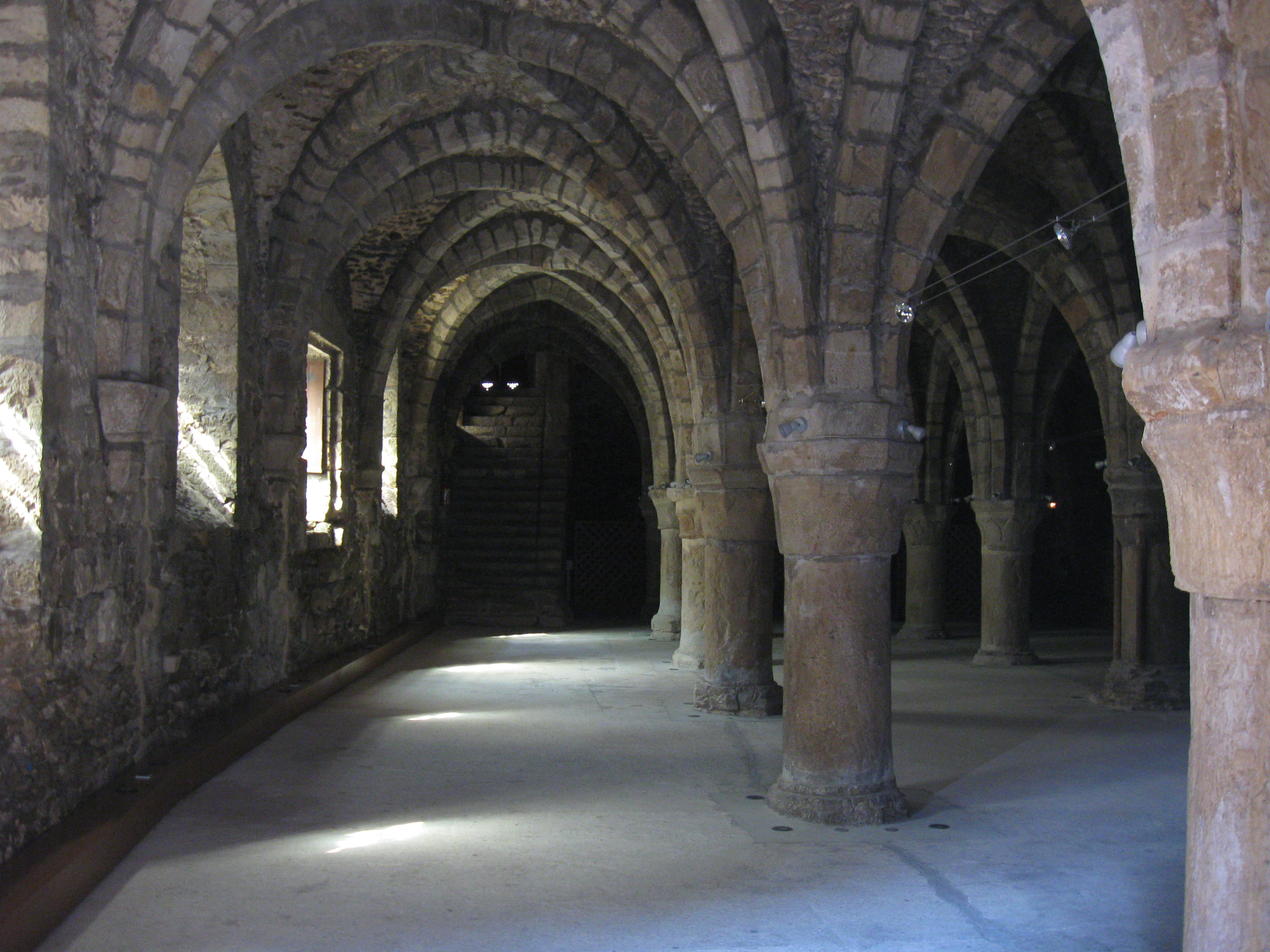
Cellier les Pressoirs.
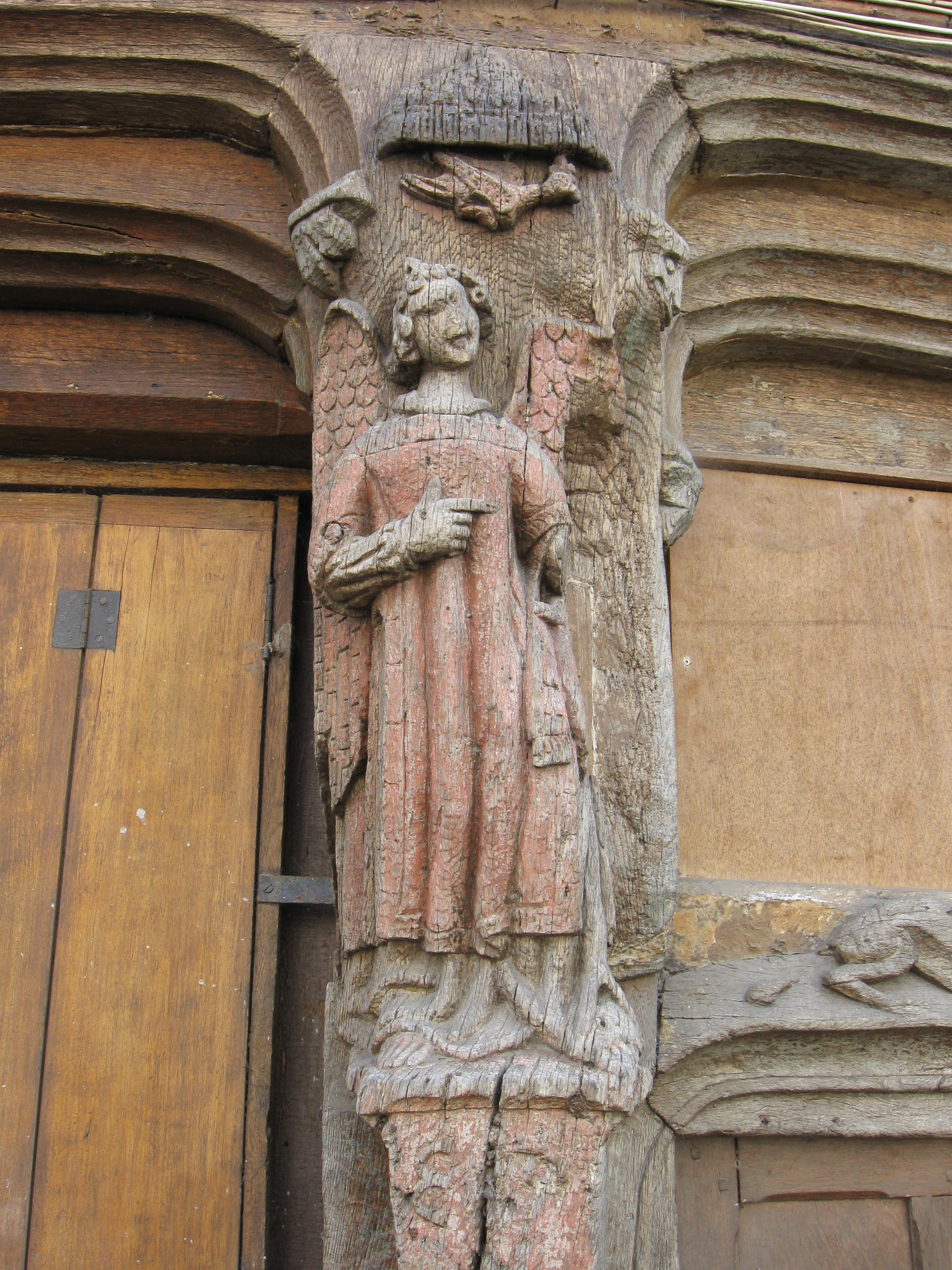
Maison à pan de bois (détail).
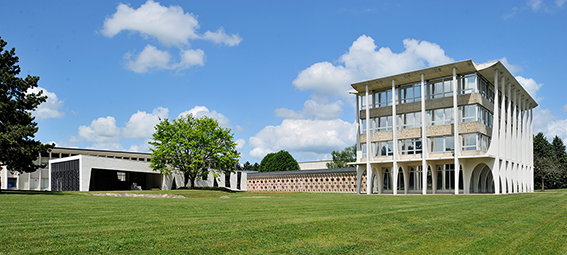
Centre d'études et de recherche du béton (CERIB).

### Pèlerinage de Compostelle

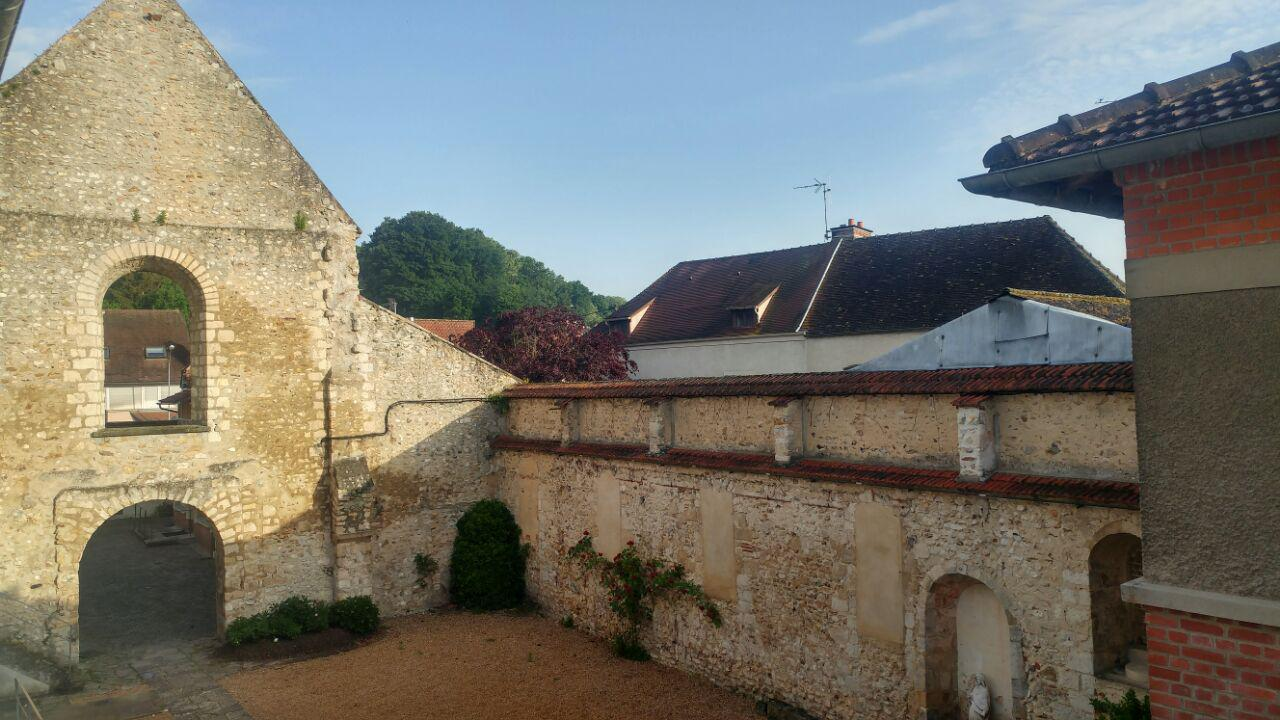
Cour intérieure du prieuré Saint-Thomas.

Épernon est située sur la via Turonensis du pèlerinage de Saint-Jacques-de-Compostelle (variante par Chartres).
Le prieuré Saint-Thomas, fondé par Amaury Ier de Montfort comme monastère de la Trinité de Seincourt en 1052, accueille des pèlerins à Chartres, Épernon et Saint-Jacques-de-Compostelle depuis le XIe siècle.
Fermé pendant la Révolution française, le prieuré a été acheté en 1936 par la congrégation des sœurs du Christ qui continuent à recevoir des pèlerins.

### Personnalités liées à la commune
- Jean-Louis de Nogaret de La Valette, duc d'Épernon (1554-1642), mignon d’Henri III, amiral de France ;
- Jérôme Pétion de Villeneuve (1756-1794) était propriétaire de la maison Renaissance place du Change – classée actuellement – dans les années 1780 ;
- Michel Chasles (1793-1880), mathématicien, né à Épernon ;
- Émile Bordier (1855-1902), homme politique né à Épernon, député d'Eure-et-Loir de 1898 à 1902.
- Henri Epstein (1891-1944), artiste peintre, résida à Épernon où il fut arrêté par la Gestapo puis déporté à Auschwitz. Ses dernières œuvres, évoque l'institut Yad Vashem de Jérusalem qui les conserve, témoignent de « la violence et la terreur » qui s'emparèrent d'Épernon avec l'Occupation allemande[45]. Il lui a été rendu hommage par une exposition personnelle au Conservatoire des meules et pavés du bassin d'Épernon en 2007[46].
- Louis Dideron (1901-1980), sculpteur, ayant vécu et construit son atelier à Épernon à partir de 1960 chez son beau-frère décédé Henri Epsteskin ;
- Jacques-André Boiffard, né le 29 juillet 1902 au 17, rue du Général-Leclerc, mort à Paris en 1961, photographe et illustrateur d'André Breton, un des créateurs du surréalisme ;
- Lydia Délectorskaya (1910-1998), égérie et secrétaire de Matisse, vécut rue aux Juifs à Épernon de 1961 à 1998 ;
- Jacky Lemée (1946), joueur de football né à Épernon ;
- Jérôme Anger (1958), acteur, réalisateur, scénariste et producteur ayant vécu à Épernon entre 1968 et 1977.

### Héraldique
| Blason de Épernon | Blason  | D'azur à la tour d'argent ouverte, ajourée et maçonnée de sable surmontée de trois fleurs de lys d'or rangées en chef. |
| Blason de Épernon | Détails | |